# Tweedsmuir-Gletscher
Der Tweedsmuir-Gletscher ist ein 60 km langer und 3,6 km breiter Auslassgletscher des Kluane Icefield im Osten der Eliaskette in Yukon und British Columbia (Kanada).
Das Nährgebiet des Gletschers befindet sich im Kluane-Nationalpark im Yukon-Territorium unterhalb des Mount Stefansson auf einer Höhe von 1400 m. Nach etwa 7 km überquert der Gletscher die Grenze nach British Columbia. Dort strömt er in überwiegend ostsüdöstlicher Richtung durch den Tatshenshini-Alsek Provincial Park. Das untere Gletscherende liegt am Westufer des Alsek River auf einer Höhe von etwa 230 m. Kurz zuvor trifft der Vern-Ritchie-Gletscher, ein kleinerer Nebengletscher, von rechts auf den Tweedsmuir-Gletscher. 
Der Tweedsmuir-Gletscher liegt 60 km unterhalb des Lowell-Gletscher am Alsek River. In den Jahren 1973 und 1974 sowie 2007 und 2008 war der Tweedsmuir-Gletscher kurz davor, den Flusslauf des Alsek River zu blockieren. Direkt unterhalb des Tweedsmuir-Gletschers durchfließt der Alsek River den Turnback Canyon.